# 2018 في الإمارات العربية المتحدة
فيما يلي قوائم الأحداث التي وقعت خلال عام 2018 في الإمارات العربية المتحدة.

## رياضة
- 25 نوفمبر – سباق جائزة أبوظبي الكبرى 2018 الفائز لويس هاملتون.
- 22 ديسمبر – نهائي كأس العالم للأندية 2018 الفائز ريال مدريد.

## برامج ومسلسلات وأنمي
- قلبي اطمأن

## وفيات

### يوليو
- 2 يوليو – مبارك بن قران المنصوري (مواليد 1939) سياسي إماراتي.
- 27 يوليو – فتاة العرب (مواليد 1920) شاعرة من رواد الشعر النبطي الإماراتي.